# かんしゃく
『かんしゃく』は落語の演目。三井財閥の一族で実業家・劇作家の益田太郎冠者が初代三遊亭圓左のために書き下ろした作品。

## あらすじ
夏の夕方、ある実業家の大きな屋敷でのこと。旦那は神経質な癇癪持ちで、いつも妻や使用人に口うるさく小言を言っている。今日も帰宅するなり「帽子掛けが曲がっている」「庭に打ち水するのを忘れている」「天井の隅に蜘蛛の巣がある」などと、立て続けに家の者を叱りつける。結婚してまだ日の浅い年の離れた妻は、「辛抱しかねるのでお暇を頂きます」と言い残して実家に帰ってしまう。
妻の実家。話を聞いた妻の父親は「旦那様も会社で疲れているんだろうから、帰ってきて家が片付いていないと気の休まる時がなく、つい小言も出るだろう」と言い、「使用人が大勢いるのだから、うまく仕事を割り振って掃除や片付けをさせなさい」と助言して娘を嫁ぎ先へと帰す。
翌日、妻は父親の助言に従い、家の者の役割分担を決めて屋敷をきれいに片付ける。帰宅した旦那は帽子掛けや天井などが片付いていることを一つ一つ確かめるが、満足するというよりどこか居心地が悪そうな様子を見せる。やがて旦那は「これでは俺が怒ることができないじゃないか」と言う。

## 概略
概要でも述べたように益田太郎冠者が初代三遊亭圓左のために書いたもので、比較的新しい作品であるが、作品の時代背景から現在では古典として通用する。
八代目桂文楽が得意とした。文楽自身もかなりの癇癪持ちだったので、この噺にはぴったりでもあった。その他の演者としては三代目三遊亭圓橘、三代目三遊亭金馬、十代目柳家小三治などがいる。
笑福亭鶴瓶は、春風亭小朝からこの噺を勧められ、主人公を師匠である6代目松鶴に変え、「私落語（わたくしらくご）」として演じている。